# SOD records
SOD records (jap. エスオーディーレコーズ) – japońska wytwórnia muzyczna założona w 2022 roku przez Soft On Demand i SOD Create.

## Informacje
17 czerwca 2022 roku ogłoszono utworzenie wytwórni zajmującej się produkcją i zarządzaniem muzyką. Pierwszą artystką jest była członkini grupy taneczno-wokalnej Yotsuha Kominato, a pierwszą nagraną piosenką jest „Ashita wa Tokimeku”, którą śpiewa (dystrybucja rozpoczęła się 27 czerwca 2022 r.).
Piosenki są dystrybuowane za pośrednictwem platform takich jak Apple Music, Spotify, Amazon Music, YouTube Music i Line Music. W momencie założenia nie było jeszcze decyzji co do wydania płyty CD, ale na potrzeby wydarzenia wyprodukowano, rozprowadzono i sprzedano pierwszy singel „Ashita wa Tokimeku”, a drugi, wydany w październiku tego samego roku, był dystrybuowany i sprzedawany na terenie całego kraju we współpracy z kanałem sprzedaży Happinet.
Firma zamierza skupić się na działaniach na żywo i „rozszerzyć kontakt z fanami poprzez wydarzenia muzyczne, występy i koncerty”.